# Господарський суд Івано-Франківської області
Господарський суд Івано-Франківської області — місцевий спеціалізований господарський суд першої інстанції, розташований у місті Івано-Франківську, юрисдикція якого поширюється на Івано-Франківську область.

## Компетенція
Місцевий господарський суд керуються при здійсненні судочинства Господарським процесуальним кодексом України. Він розглядає господарські справи, тобто ті, що виникають у зв'язку із здійсненням господарської діяльності юридичними особами та фізичними особами-підприємцями. Це, зокрема, справи про стягнення заборгованості за договорами, про чинність договорів, про відшкодування шкоди, про банкрутство, про захист права власності, корпоративні спори та ін.
Господарський суд розглядає справу, як правило, за місцезнаходженням відповідача, тобто якщо офіційна адреса відповідача зареєстрована на території юрисдикції цього суду.

## Структура
Суд очолює його голова, який має заступника. Правосуддя здійснюють 14 суддів, що розділені на дві спеціалізації за видами справ.
Організаційне забезпечення діяльності господарського суду Івано-Франківської області здійснює апарат суду, очолюваний керівником апарату, який має заступника. Передбачені посади головного спеціаліста із забезпечення зв'язків з громадськістю, секретарів судового засідання, головного спеціаліста, провідного консультанта.
До патронатної служби входять помічники суддів.
Відділи:
- статистики, інформаційно-аналітичного забезпечення суду та контролю
- економічно-господарського забезпечення
- кадрового забезпечення — служба управління персоналом
- документального забезпечення — канцелярія
- Бібліотека
- Архів
- Служба судових розпорядників[2][3].

## Керівництво
Голова суду — Шкіндер Павло Анатолійович.
 Заступник голови суду — Горпинюк Ігор Євгенович.
 Керівник апарату — Кучер Назар Михайлович.

## Реорганізація

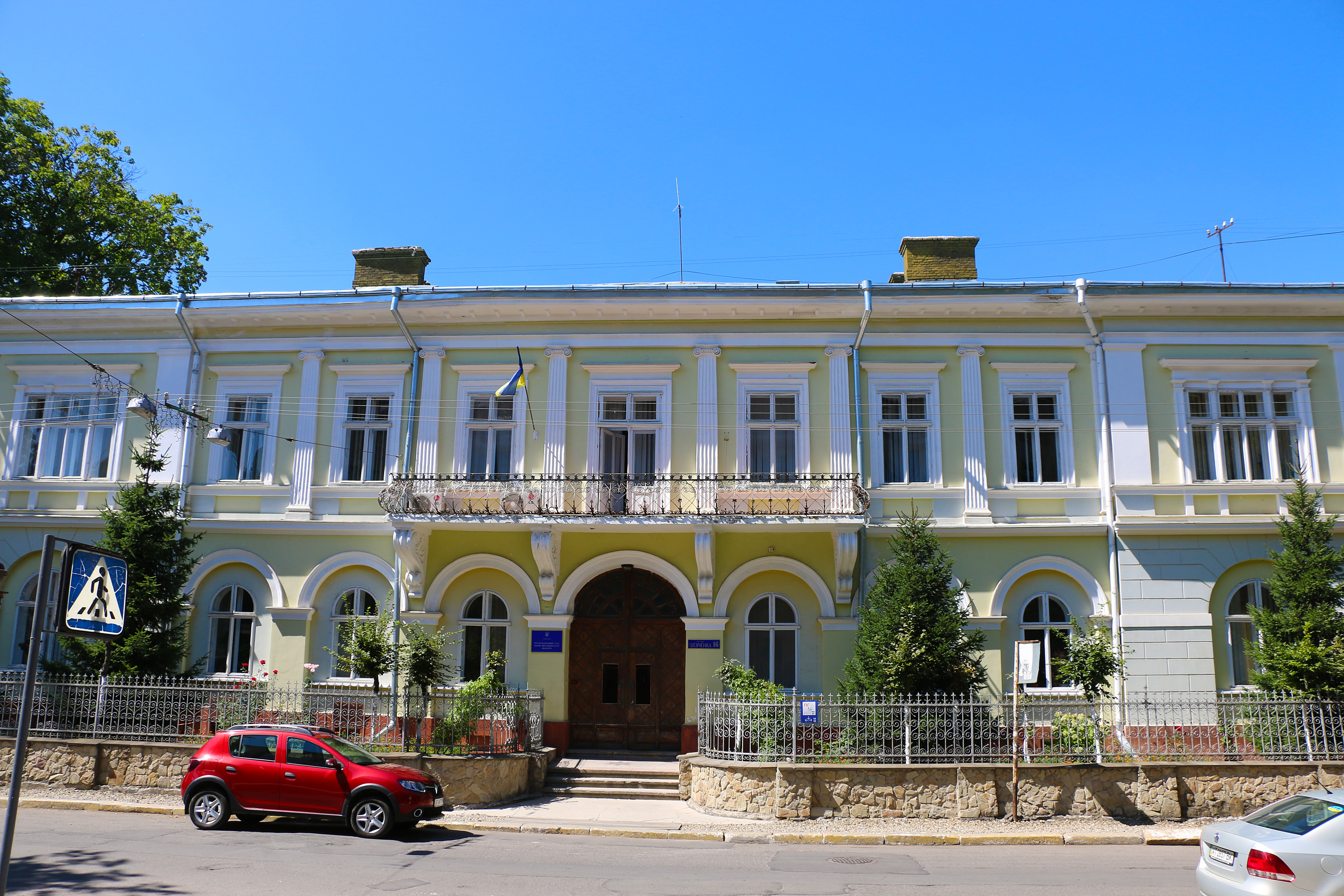
Палац єпископа, Івано-Франківськ, вул. Шевченка, 16

22 червня 2018 року на виконання Указу Президента України «Про ліквідацію місцевих господарських судів та утворення окружних господарських судів» № 453/2017 від 29.12.2017 р. Івано-Франківський окружний господарський суд зареєстровано як юридичну особу. Новоутворена судова установа почне свою роботу з дня, визначеного в окремому повідомленні.
Раніше суд розміщувався за адресою вул. Шевченка, 16 («Палац єпископа», пам'ятка культурної спадщини). З жовтня 2020 року місцем перебування суду є вул. Грушевського, 32.